# Metacharis ptolomaeus
Metacharis ptolomaeus is een vlindersoort uit de familie van de prachtvlinders (Riodinidae), onderfamilie Riodininae.
Metacharis ptolomaeus werd in 1793 beschreven door Fabricius.